# Raboteau-Massaker
Das Raboteau-Massaker war die Ermordung einer geschätzten Zahl von 20 Menschen in dem dicht besiedelten Armenviertel Raboteau in der 170 Kilometer nördlich von Port-au-Prince gelegenen Stadt Gonaïves auf Haiti am 24. April 1994 Das Massaker wurde von Soldaten des Putschregimes unter Raoul Cédras sowie Paramilitärs wie der FRAPH verübt. Es war einer der letzten Versuche des Ex-Innenministers Roger Lafontant, den Amtsantritt des demokratisch gewählten „Armenpriesters“ Jean-Bertrand Aristide gewaltsam zu verhindern.

## Hintergrund
Raboteau ist ein Armenviertel, welches für den aktiven Widerstand gegen die von 1991 bis 1994 auf Haiti herrschende Militär-Diktatur unter Raoul Cédras bekannt war.
Der Sturz des ersten demokratisch gewählten Präsidenten von Haiti Jean Bertrand Aristide am 30. September 1991 durch das Militär löste starke Proteste aus. In Gonaïves schossen Soldaten in die Menge und töteten eine unbekannte Zahl unbewaffneter Demonstranten. Während der nächsten 2½ Jahre setzten die Bewohner von Raboteau den gewaltlosen Widerstand fort. Sie organisierten geheime Treffen, versteckten Flüchtlinge, verbreiteten pro-demokratische Literatur und organisierten Demonstrationen. Obwohl das Militär und paramilitärische Einheiten während der Militärdiktatur zahlreiche Einsätze in Raboteau durchführten, bei denen des Widerstands Verdächtige geschlagen, bedroht, verhaftet und gefoltert wurden, war Raboteau eines der wenigen relativ sicheren Rückzugsgebiete für die Aktivisten des Widerstands.

## Das Massaker
Am 18. April starteten das Militär und paramilitärische Einheiten die Operation „The Rehearsal“, die darin bestand, mit Pickup-Fahrzeugen durch Raboteau zu fahren, dabei auf bevorzugt junge Männer zu schießen und diese zu verfolgen. Sie plünderten das Haus eines bekannten lokalen Führers, steckten die Einrichtung auf der Straße in Brand und verhafteten seinen Vater sowie seine Schwester. In einem weiteren Haus wurde ein älterer blinder Mann verprügelt, welcher am Folgetag an den Verletzungen starb. Die Folgetage nutzen die Militärs zur Organisation sowie zum Zusammenziehen von Truppen. Der Hauptangriff folgte am 22. April noch vor der Morgendämmerung. Militäreinheiten und Paramilitäreinheiten griffen von mehreren Seiten an, brachen in Häuser ein, traten Türen ein und zerstörten die Einrichtungen. Unabhängig vom Alter wurden Männer, Frauen und Kinder bedroht, geschlagen und verhaftet.
Die in Richtung des Hafens Fliehenden wurden dort bereits von bewaffneten Männern erwartet und unter Beschuss genommen oder verhaftet und gefoltert.
Die genaue Zahl der Toten ist nicht bekannt, da diese teilweise von den Militärs vergraben wurden oder die Leichen von Tieren gefressen wurden. Sicher dokumentiert sind 8 Morde und Dutzende von Verhaftungen und Folterungen.

## Gerichtsverfahren gegen die Täter

### Haiti
Fünf Monate nach dem Raboteau-Massaker verhalf eine US-geführte Invasion dem 1991 gewählten Präsidenten Aristide zurück an die Macht. Mit der Hilfe des französischen Pfarrers und Mitarbeiters der lokalen Catholic Church's Justice und Friedenskommission, Daniel Roussiere, sowie lokaler, nationaler und internationaler Menschenrechtsgruppen gelang es den Opfern, Druck mit dem Ziel der Eröffnung eines Verfahrens auf die Regierung von Haiti auszuüben. Das Bureau des Avocats Internationaux (BAI), eine von der Regierung bezahlte Gruppe von Rechtsanwälten, nahm 1996 die Arbeit am Raboteau-Fall auf. Die Regierung gründete ein spezielles Koordinationsbüro und stellte eine Spezialeinheit der Polizei für die Inhaftierung der Verdächtigen zusammen.
Im September 2000 begann der bis zu diesem Zeitpunkt größte und komplizierteste Fall der Geschichte Haitis. Der gesamte Gerichtsprozess wurde live im nationalen Radio übertragen, in Teilen wurde auch im Fernsehen Bericht erstattet.
Es wurden Aussagen von 34 Zeugen, darunter Opfer, Nachbarn und lokale Beamte, herangezogen. Viele Dokumente konnten nicht verwendet werden, da die US-Truppen 1994 ca. 160.000 Seiten aus den Büros der Militärs und Paramilitärs entfernt hatten. Trotz wiederholter Aufrufe zur Herausgabe der Dokumente an Haiti durch die Regierung von Haiti, US-Kongressabgeordnete, Menschenrechtsgruppen wie Human Rights Watch oder amnesty international sowie vieler weiterer Einzelpersonen und Organisationen aus mehr als 30 Ländern verweigerte die US-Regierung die Herausgabe der Dokumente.
Am 10. November 2000 verhängte das Gericht gegen 8 Militärs (Castera Cenafils, ... ) und 4 Paramilitärs (Jean Pierre Tatoune, ... ) lebenslange Haftstrafen mit schwerer Zwangsarbeit. Vier weitere Personen erhielten Haftstrafen zwischen 4 und 9 Jahren. Jeder von ihnen wurde weiterhin zu einer Geldstrafe in Höhe von 2.275 US$ verurteilt, was dem Mehrfachen eines Durchschnittsgehalts auf Haiti entspricht. Sechs der 22 in Gewahrsam befindlichen Angeklagten wurden freigesprochen. Das Verfahren wurde von nationalen und internationalen Beobachtern begleitet.
Eine Woche später, am 16. November 2000, wurden 37 weitere Beteiligte (Raoul Cédras, Jean-Claude Duperval, Philippe Biamby, Carl Dorélien, Hébert Valmond, Martial Romulus, Franzt Douby, Ernst Prud’homme, Jean Robert Gabriel, Joseph Michel François, Bellony Groshommes, Reynald Timo, Estimé Estimable, Anatin O. Voltaire, Michel-Ange Ménard, Luc Roger Asmath, Ledix Dessources, Walner Phanord, Madsen St-Val, Romeus Walmyr, Tony Fleurival, Carlo Noe, Pierre Piloge Oriol, Emmanuel Constant, Louis-Jodel Chamblain, Armand Sajous (genannt „Ti Armand“), Wilbert Morisseau, Brutus (Rufname), Chery (Rufname), Koukou (Rufname), Ti Sonson (Rufname), Pierre Paul Camille, Pierre André Presume, Douze (Rufname), Raphael Camille, Achou (Rufname), Jacob Jean Paul) in Abwesenheit zu lebenslangen Haftstrafen verurteilt.
Am 3. Mai 2005 verwarf der Oberste Gerichtshof von Haiti (Cour de Cassation) die Urteile gegen 15 ehemalige Angehörige des Militärs und der paramilitärischen Organisation Front Révolutionnaire Armé pour le Progrès d’Haiti für ihre Verstrickungen bezüglich des Raboteau-Massakers. Keiner der 15 Verurteilen befand sich zum Zeitpunkt der Verwerfung der Urteile in Gefangenschaft, einer war verstorben, die anderen geflohen. Amnesty International bezeichnete die Argumente des Gerichts zur Aufhebung der Urteile auf Basis eines Gesetzes vom 29. März 1928 als verfassungswidrig, da damit die Vorrangstellung der haitianischen Verfassung verleugnet wird. Das Urteil bezieht sich nicht auf die 37 am 16. November 2000 in Abwesenheit verurteilten Personen, da deren Verurteilung ohne Jury erfolgte.

### USA
Der in die USA geflüchtete Carl Dorélien geriet durch einen Gewinn der Staatslotterie von Florida in Höhe von 3,2 Millionen Dollar im Jahr 1997 in die Schlagzeilen. Er wurde daraufhin erkannt und am 24. Januar 2003 von der Menschenrechtsorganisation „Center for Justice and Accountability“ (CJA) u. a. namens der Familie eines Opfers des Massakers verklagt. Dorélien, zur Tatzeit Oberst der haitianischen Armee, wurde 2007 von einem Gericht in Miami zur Zahlung von insgesamt 4,3 Millionen Dollar Schadenersatz verurteilt. Die von seinem Lottogewinn verbliebenen 580.000 Dollar konnten 2008 eingezogen und an die Kläger ausgezahlt werden. Dorélien selbst war bereits 2003 von den US-Behörden nach Haiti abgeschoben worden, nachdem die Einwanderungsbehörde festgestellt hatte, dass er gegen Menschenrechte verstoßen hatte.
Auch gegen Emmanuel Constant wurden in den USA mehrere Zivilklagen anhängig gemacht.

## Filme
- Pote Mak Sonje: The Raboteau Trial, Februar 2003